# راسموس أنكيرسين
راسموس أنكيرسين (بالدنماركية: Rasmus Ankersen)‏ هو مدرب رياضي ولاعب كرة قدم دنماركي، ولد في 22 سبتمبر 1983. لعب مع نادي ميتييلاند.

## وصلات خارجية
- الموقع الرسمي